# Master de Málaga

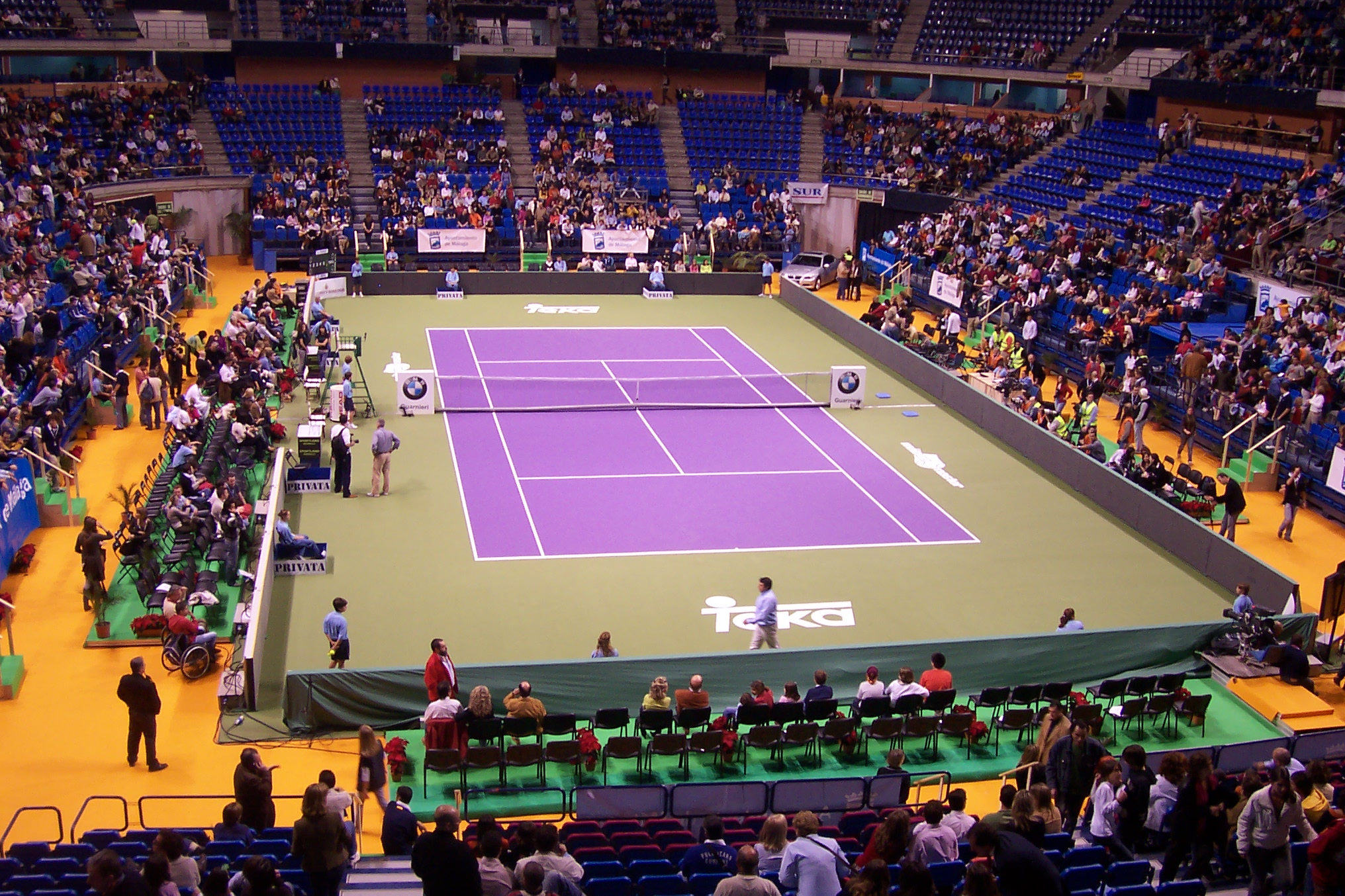
El Palacio de Deportes José María Martín Carpena durante la edición de 2006.

Master de Málaga es un torneo de tenis de exhibición celebrado en Málaga que tiene lugar una vez acaba el circuito ATP de tenis. Se comenzó a celebrar en el año 2006 y suelen participar las mejores raquetas del circuito nacional además de algunos extranjeros, el campeón de las dos primeras ediciones fue el futuro número uno del mundo Rafael Nadal.

## Palmarés
- 2009: Cancelado.
- 2008: David Ferrer-Feliciano López 6-4, 6-2.
- 2007: Rafael Nadal-Carlos Moyá 6-3, 6-4.
- 2006: Rafael Nadal-David Ferrer 6-4, 3-6, 6-4.

- Datos: Q6005569